# کومبورنگا
کومبورنگا (به لهستانی:  Kombornia) یک روستا در لهستان است که در گمینا کورچنا واقع شده‌است.
 کومبورنگا  ۱٬۵۰۰ نفر جمعیت دارد.